# Silvia Bleichmar
Silvia Bleichmar (Bahía Blanca, provincia de Buenos Aires, 13 de septiembre de 1944 - Buenos Aires, 15 de agosto de 2007) fue doctora en psicoanálisis, psicóloga y socióloga, intelectual y librepensadora argentina.

## Biografía
Como consecuencia del golpe de Estado de 1976, Silvia Bleichmar se exilió en México, donde permaneció hasta 1986. Realizó su doctorado en la Universidad de París VII bajo la dirección de Jean Laplanche,. Defendió su tesis doctoral en 1983, año del retorno de Argentina a la democracia. Docente de postgrado y maestrías en algunas de las más importantes universidades de Argentina, México, Brasil, Francia y España.
Escritora, ensayista, colaboradora en varios de los más prestigiosos periódicos del país y el mundo.

## Legado teórico
Los desarrollos de Silvia Bleichmar en el campo del psicoanálisis, se sitúan en el intento de superación de impasses y aporías de la Ego-psychology, la teoría Kleiniana y del psicoanálisis estructural de Lacan. Contribuyen al psicoanálisis con una postura reflexiva, racional y crítica, desprovista de dogmatismos.
Silvia Bleichmar consideraba que el discurso vacío de una parte del psicoanálisis se había convertido en el peor enemigo del psicoanálisis mismo. Trabajando sistemáticamente los conceptos psicoanalíticos, en un permanente diálogo entre la teoría y la clínica, la teoría y la práctica debían servir para pensar y explicar los fenómenos en sus determinaciones.
Sus producciones intentaron problematizar conceptos y teorías psicoanalíticas en pos de trabajar las contradicciones freudianas, entendiendo por aporías en Freud aquellas que se desplazaban entre una concepción del psiquismo con preponderancia de lo innato y filogenético, y otras más ajustadas a una concepción de la materialidad psíquica como construcción subjetiva donde lo histórico vivenciado cobra un rol preponderante. Fue a través del psicoanálisis con niños donde obtuvo el material empírico para fundamentar su tesis acerca de la fundación de lo inconsciente como sistema diferenciado del sistema preconciente-consciente, a partir de la instalación de la represión originaria (nominada también por Freud represión primaria o primordial) postulada por nuestra autora como un momento real y no mítico, por lo tanto cercable en la historia efectiva del sujeto, sosteniendo además que los tiempos de la represión originaria son los tiempos postulados por Freud como los destinos de la pulsión (vuelta contra la persona propia, transformación en lo contrario, represión). A partir de la represión Originaria distingue el síntoma psicoanalítico en sentido estricto, como el resultado del conflicto ínter sistémico; del trastorno como expresión de una falla en la constitución de la tópica psíquica.
De este modo sostiene una teoría de la constitución del sujeto psíquico que supera al genetismo kleineano y al estructuralismo a-histórico, sin abandonar la referencia necesaria a la estructura preexistente al sujeto y sin descuidar la génesis, rescatando la historia libidinal.
La dimensión ética ocupa un espacio preponderante en su sistema de pensamiento. Sostiene que establecer las condiciones para iniciar una cura, en tanto definir el objeto a abordar es fundamental, ya que no existe el método en general, sino que deben estar dadas ciertas condiciones que permitan la implementación de un análisis o bien la aplicación de otra modalidad de intervención analítica. 
Promueve un ejercicio responsable del psicoanálisis donde la ética se plasma en la coherencia entre las intervenciones clínicas y el modelo teórico (meta psicológico) que posibilita pensar los determinantes de los fenómenos. 
Realizó investigaciones acerca de la construcción de la sexualidad masculina, a partir del diálogo establecido con otras disciplinas como la antropología, indagando desde el trato en la antigüedad a los primeros desarrollos psicoanalíticos.

## Radio
Desde 2005 Bleichmar fue columnista del programa Mario de Palermo, conducido por Mario Wainfeld que se transmitía de lunes a viernes por Radio de la Ciudad.

## Reconocimientos

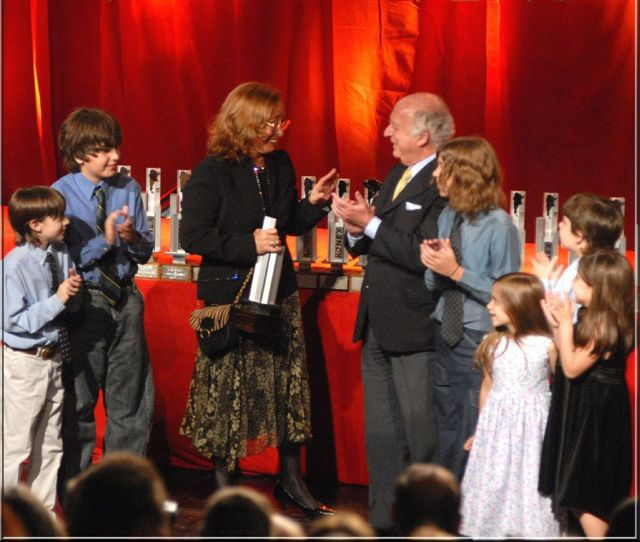
con sus nietos en la entrega del Konex

Recibió el Premio Konex de Platino 2006 en Psicología y Diploma al Mérito 2006 en Psicología (enlace roto disponible en Internet Archive; véase el historial, la primera versión y la última). y fue galardonada en el 2007 como Ciudadana Ilustre a través de la ley N° 2.331 de la Legistaltura de la Ciudad Autónoma de Buenos Aires

## Obras publicadas

### Libros
- En los orígenes del sujeto psíquico, PUF, París, 1985; Amorrortu Ed. Bs. As., 1986; Artes Médicas, Porto Alegre, 1992.
- La fundación de lo inconsciente, Amorrortu Ed., Bs. As., 1993, Artes Médicas, Porto Alegre, 1994
  - La fondation de l'inconscient et la clinique de l'enfant; Presses Universitaires de France, Paris, avril, 2000.
- Clínica Psicoanalítica y Neogénesis, Amorrortu Ed., Buenos Aires, 2000
- Dolor país, Libros del Zorzal, Buenos Aires, febrero de 2002
  - Douleur pays. Editorial Danger Public, Francia, 2003
- La Subjetividad en Riesgo, Editorial Topía, Buenos Aires, 2005 [Nueva edición ampliada y prologada, febrero de 2009]
- Clínica psicanalitica e neogenese, Ediciones Anna Blume, San Pablo, Brasil, 2005
- Paradojas de la sexualidad masculina, Ed. Paidos, abril de 2006
  - Paradoxes de la sexualité masculine - traduit de l'espagnol (Argentine) par Elisabeth Lagache et Myriam Leibovici, Préface de Jean Laplanche, Paris, P.U.F. Collection « Bibliothèque de psychanalyse», mars 2010 ISBN 978-2-13-056923-7
- No me hubiera gustado morir en los noventa, Ed. Taurus, mayo de 2006
- Dolor país y después…, Ed. Libros del Zorzal, Buenos Aires, 2007
- Violencia Social/Violencia Escolar - De la puesta de límites a la construcción de legalidades, Ed. Noveduc - Colección Conjunciones, Buenos Aires, octubre de 2008
- El Desmantelamiento de la Subjetividad - Estallido del Yo, Editorial Topía, Buenos Aires, enero de 2009
- Silvia Bleichmar: Superar la inmediatez - Un modo de pensar nuestro tiempo, Ediciones del CCC (Centro Cultural de la Cooperativa F. Gorini, Buenos Aires, abril de 2009
- Inteligencia y simbolización - Una perspectiva psicoanalítica, Editorial Paidós, Buenos Aires, septiembre de 2009
- Psicoanálisis extramuros - Puesta a prueba frente a lo traumático, Editorial Entreideas, Buenos Aires, 2010
- La Construcción del Sujeto Ético, Editorial Paidós, Buenos Aires, 2011 - ISBN 978-950-12-4287-4
- Las teorías sexuales en psicoanálisis. Qué permanece de ellas en la práctica actual. Editorial Paidós. Buenos Aires, 2014 - ISBN 978-950-12-4399-4
- Vergüenza, culpa, pudor. Relaciones entre la psicopatología, la ética y la sexualidad. Editorial Paidós. Buenos Aires, 2016 - ISBN 978-950-12-9425-5
- El psicoanálisis en debate. Diálogos con la historia, el lenguaje y la biología. Editorial Paidós. Buenos Aires, 2020 - ISBN 978-950-12-9844-4

### Libros en colaboración
- Lecturas de Freud, (Compiladora), Lugar Editorial, 1988.
- TEMPORALIDAD, DETERMINACIÓN, AZAR. Lo reversible y lo irreversible. (Compiladora), Paidós Ed., Buenos Aires, 1994.
- Cuando el aprendizaje es un problema, Miño y Dávila Ediciones, Bs. As., 1995.
- O lugar dos país na psicanálise de crianças, Ed. Escuta, San Pablo, 1996
- Homosexualidade Oggi, Artes Médicas, Porto Alegre, 1997
- Infancia en Riesgo - Maltrato infantil, Editorial Novedades Educativas, Bs. As., 1999.
- La Práctica de la Terapia Familiar - Un encuentro clínico, Libros del Zorzal, Buenos Aires, 2002.
- Clínica Psicoanalítica ante las Catástrofes Sociales - La Experiencia Argentina, Editorial Paidos, Buenos Aires, 2003.
- Proyecto Terapéutico, De Piera Aulagnier al psicoanálisis actual, Editorial Paidos, Buenos Aires, 2004.
- Diálogos sobre comunicación y juventud, editado por Gobierno de la Ciudad de Buenos Aires y UNESCO, Buenos Aires, 2004
- Historia, Contexto y Actualidad en el Campo Psi, Ed. El Campo Psi, Rosario, 2007
- Un psicoanalista en el 2050, Topía Editorial, Buenos Aires, 2007
- Insignificancia y Autonomía - Debates a partir de Cornelius Castoriadis, Editorial Biblos - Intertextos, Buenos Aires, 2007
- Posjudaísmo - Debates sobre lo judío en el Siglo XXI, Edición YOK - Prometeo, Buenos Aires, 2008
- Cátedra Abierta - Aportes para pensar la violencia en las escuelas, Editó Ministerio de Educación de la Nación y UNSAM (Universidad Nacional de San Martín), Buenos Aires, 2008
- Posjudaísmo 2 - Hacia un Judaísmo sin dogmas, Edición YOK - Prometeo, Buenos Aires, 2009